# Susana Vera
Susana Vera (Pamplona, 1974) es una fotoperiodista española. En 2020 se convirtió en la primera española en ganar un Premio Pulitzer de Fotografía.

Para poder llevar al lector la sensación, te tienes que acercar y conocer la realidad
Susana Vera, 2020

## Biografía
Se licenció en Periodismo y Comunicación audiovisual en la Universidad de Navarra, y durante su último año de carrera hizo un intercambio con la Universidad de Misuri-Columbia en Estados Unidos. En un principio tenía como objetivo trabajar en prensa escrita pero le surgió la oportunidad de hacer un curso de iniciación al fotoperiodismo que le interesó especialmente y que marcó su futuro.
Trabajó durante siete años en Estados Unidos en varios periódicos como los semanales de Sun Publications en el área de Chicago y el News&Observer de Carolina del Norte antes de volver a España en el 2003.
Empezó a trabajar con Reuters en Madrid, donde se dedicó a la fotografía de prensa y la cobertura de la agenda diaria. En 2019 Reuters le ofreció la posibilidad de viajar a Hong Kong para cubrir los disturbios. En mayo de 2020 se anunció que el Premio Pulitzer había recaído en un conjunto de 20 fotografías sobre los disturbios de Hong Kong sacadas por 11 profesionales: Tyrone Siu, Adnan Abidi, Ammar Awad, Anushree Fadnavis, Willy Kurniawan, Leah Millis, Athit Perawongmetha, Thomas Peter, Kai Pfaffenbach, Jorge Silva y Susana Vera. Fueron reconocidos en la categoría de Fotografía de Noticias de Última Hora, "por capturar la magnitud de las protestas antigubernamentales, pro democracia que se desarrollaron durante muchos meses en Hong Kong". Con este premio Susana Vera se convirtió en la primera española en ganar un Premio Pulitzer de Fotografía.
Vera ha afirmado sobre ser la primera española en ganar un Pulitzer de fotografía que "lo de ser la primera me importa muy poco, lo de ser mujer me importa un poco más", ya que "hay muchos estudios que hablan de que la mayor parte de las portadas siguen llevando un nombre masculino, que las grandes noticias siguen siendo cubiertas por hombres, fundamentalmente blancos y de Europa y Estados Unidos". "Es un orgullo ser parte de esa avanzadilla".